# Jüdischer Friedhof (Blâmont)

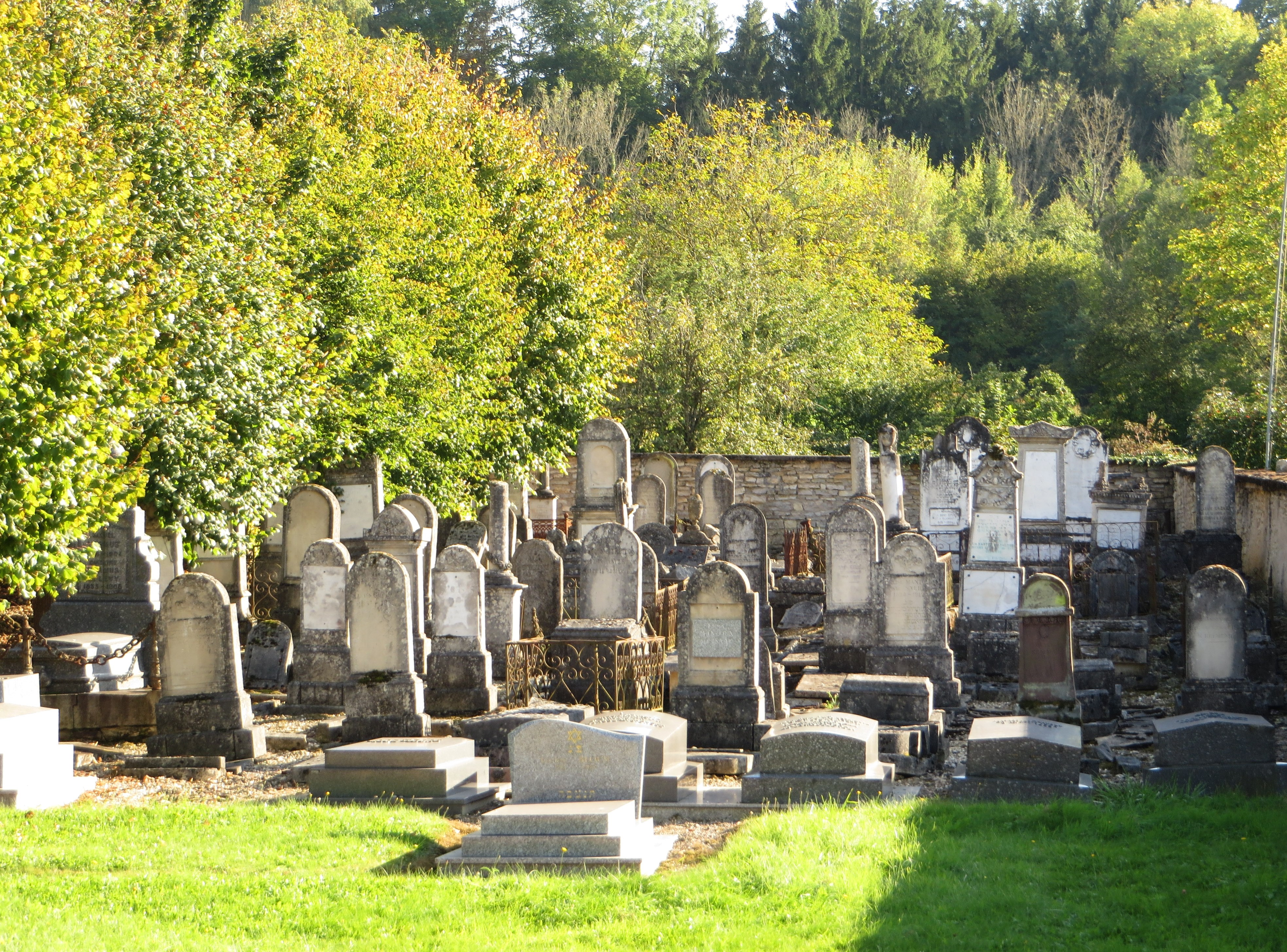
Jüdischer Friedhof in Blâmont

Der Jüdische Friedhof in Blâmont, einer Gemeinde im Département Meurthe-et-Moselle in der französischen Region Lothringen, wurde im 19. Jahrhundert angelegt. Der jüdische Friedhof befindet sich an der Landstraße nach Harbouey. 
Auf dem Friedhof sind noch viele Grabsteine erhalten.